# Asteriornis
Asteriornis is een geslacht van uitgestorven vogels uit het Laat-Krijt van Europa, wellicht uit de superorde Galloanserae.

## Fossiele vondst
In 2000 vond de Leidense amateurpaleontoloog Maarten van Dinther vier stukken mergel met botten in de CBR (Cimenterie Belge Réunie)-Romontbos-kalksteengroeve bij Eben-Emael in België, net over de grens nabij Maastricht. Die schonk hij in 2013 aan het Natuurhistorisch Museum Maastricht. Op 18 december 2018 werd het fossiel door Daniel Field en Juan Benito in Engeland geanalyseerd met behulp van een CT-scan. Verrassenderwijs bleek zich toen een vrij gave schedel in een van blokken te bevinden. De schedel werd niet vrijgelegd maar is slechts via de scan bestudeerd.
Asteriornis werd in 2020 benoemd en beschreven door Daniel J. Field, Juan Benito, Albert Chen, John W.M. Jagt en Daniel T. Ksepka. Het fossiel - NHMM 2013 008 - bestaat uit een vrijwel complete schedel, delen van beide achterpoten (dijbeenderen, schenen, een middenvoet) en een spaakbeen en het heeft een ouderdom van 66,7 miljoen jaar. De Valkenburgafzetting waarin het fossiel werd gevonden, deel van de Formatie van Maastricht, vertegenwoordigt een kustgebied langs een subtropische zee.
De naam van het geslacht verwijst naar Asteria, de godin van vallende sterren uit de Griekse mythologie en combineert deze met ornis, Grieks voor 'vogel'. Er werd voor deze naam gekozen omdat Asteriornis leefde kort voordat aan het einde van het Krijt een grote meteoriet op Aarde insloeg. Bovendien verandert Asteria zichzelf in de Griekse mythe in een kwartel en Asteriornis staat dicht bij de voorouder van de kwartels. De soortaanduiding maastrichtensis verwijst naar de herkomst uit de formatie. In persberichten werd de soort ook wel aangeduid als de wonderchicken of 'krijtkip'.

## Verwantschap
Asteriornis is het oudste bekende zekere lid van de Neornithes. De Neornithes zijn de afstammelingen van de laatste gemeenschappelijke voorouder van de moderne, nog levende, vogels. Vondsten van mogelijke Neornithes uit het Laat-Krijt zijn erg schaars en tot nu toe was het steeds onzeker of een bepaald fossiel van die ouderdom wel echt tot die groep behoorde. 
De beschrijvers hebben door middel van een kladistische analyse proberen te bepalen aan welke vogels Asteriornis het nauwst verwant is. Door een lijst kenmerken op te stellen, kan men een computermodel laten berekenen welke stamboom het minste aantal evolutionaire veranderingen veronderstelt en dus het waarschijnlijkst is. De uitkomst was dat Asteriornis de zustergroep is van de Pangalloanserae, een tak ofwel klade die de Galloanserae omvat, de hoendervogels en eendachtigen, en hun naaste verwanten. De Pangalloanserae zijn gedefinieerd als alle soorten nauwer verwant aan Anser anser (grauwe gans) en Gallus gallus (de kip) dan aan de huismus Passer domesticus. Het was al bekend dat dit een deelgroep was van hoge ouderdom. Op zulke uitkomsten kan men weer allerlei statistische bewerkingen loslaten en na een daarvan viel Asteriornis zelfs binnen de Galloanserae uit, als verwant van de Galliformes. In dat geval is het de eerste bekende vorm behorend tot de Galloanserae uit het Mesozoïcum op het noordelijk halfrond. Eerdere vondsten, zoals van Vegavis (hoewel de precieze classificatie van deze vogel een twistpunt is), werden gedaan op het zuidelijk halfrond.

## Kenmerken
De lengte van Asteriornis wordt geschat op 30 centimeter met een gewicht van circa 390 gram, waarmee het relatief klein was. De vogel leefde op de grond en had een gegeneraliseerd voedingspatroon. De bek was licht gebouwd, licht naar beneden gekromd en iets afgerond aan het uiteinde. Delen van de schedel tonen overeenkomsten met die van hoendervogels, terwijl andere delen weer meer op dit van eendachtigen lijken.
Dat Asteriornis tot de Neornithes behoorde blijkt uit de tandeloze kaken, het ontbreken van een apart coronoïde bot op de onderkaak en het feite dat de onderkaken vooraan vergroeid waren in een benige symfyse. Meer bepaald is het een lid van de Neognathae zoals het contact tussen verhemelte en praemaxilla, alsmede de inkeping tussen de holle verbindingen van het quadratum met het squamosum en proöticum tonen. Typische nieuwe kenmerken van de Pangalloanserae zijn een hoge en overdwars platte achterste tak van de praemaxilla; lange, dunne en vooraan breed uiteenstaande verhemeltebeenderen; een quadratum met een tweeknobbelig kaakgewrichtsuitsteeksel; een onderkaak met een omhoog gericht binnenste kaakgewrichtsuitsteeksel; en een retroarticulair uitsteeksel van de onderkaak dat lang, gebogen en sterk overdwars afgeplat is.
Bij Asteriornis aanwezige kenmerken van de hoenders zijn de zwakke vergroeiing van de snuit en vooraan gevorkte neusbeenderen. Overeenkomsten met de eendachtigen zijn een neergaande tak van het postorbitale die naar voren uitsteekt en een retroarticulair uitsteeksel dat een hoge haak vormt.
Asteriornis heeft ook twee unieke eigen kenmerken ofwel autapomorfieën. De neusbeenderen hebben ieder een achterste punt die een voorhoofdsbeen overlapt en ontmoeten elkaar op de middenlijn. De praemaxilla eindigt vooraan niet in een haak maar is licht afgerond.

## Levenswijze
Men heeft zich vaak afgevraagd waarom van alle dinosauriërs nu juist de Neornithes de inslag van de meteoriet overleefden. Ten dele kan dit door toeval verklaard worden: omdat ze de kroongroep van de nog levende vogels zijn, is het per definitie zo dat sommige van hun voorouders niet uitstierven. Het lijkt echter mogelijk toch wat factoren aan te geven die de kans daartoe vergroot hebben. Geopperd zijn: een kleine lichaamsomvang met een overeenkomende lage voedselbehoefte; het vermogen tot vliegen; het niet leven in bossen; een geavanceerd verteringssysteem; en een flexibel spaarzaam dieet van zowel insecten als zaden.
Asteriornis lijkt deze mogelijke verklaringen althans niet te weerleggen. De vogel heeft een geringe grootte, minder dan de helft van de mediaan van de bekende Avialae uit het Maastrichtien. De langwerpige en smalle achterpoten lijken erop te duiden dat het een oevervogel was en dat wordt bevestigd door de geologie van de vindplaats.
Volgens de beschrijvers duidt de basale positie van Asteriornis in de stamboom erop dat de Neornithes in het Laat-Krijt nog niet erg divers waren. Niet veel afstammingslijnen kunnen het uitsterven dus overleefd hebben.